# Victor (lớp tàu ngầm)
Tàu ngầm lớp Victor, ký hiệu theo Liên Xô: Project 671 Yorsh, Project 671RT Syomga và Project 671RTM/RTMK Shchuka, (tên gọi của NATO Victor I, Victor II và Victor III, là một lớp tàu ngầm tấn công chạy bằng năng lượng hạt nhân được chế tạo ở Liên Xô và do Hải quân Liên Xô vận hành. Kể từ những năm 1960, đã có tổng số 49 chiếc được chế tạo, trong đó những chiếc cuối cùng vẫn còn đang nằm trong biên chế của Hải quân Nga. Lớp tàu ngầm Victor có hình dạng giống giọt nước, giúp cho tàu ngầm di chuyển với tốc độ cao. Các tàu ngầm lớp này được thiết kế để bảo vệ các hạm đội tàu mặt nước của Liên Xô và tấn công các tàu ngầm mang tên lửa đạn đạo của Mỹ. Project 671 bắt đầu được phát triển bởi viện SKB-143 (sau này là Trung tâm thiết kế Malachite).

## Các phiên bản

### Project 671Yorsh(Victor I)
Dự án 671 Yorsh (ruffe)—là phiên bản đầu tiên được đưa vào phục vụ từ năm 1967; với 16 chiếc được sản xuất. Mỗi chiếc trang bị sáu ống phóng ngư lôi dùng để phóng ngư lôi Type 53 hoặc tên lửa chống ngầm SS-N-15 (RPK-2 Vyuga) và rải thủy lôi. Dự trữ có 24 ngư lôi/tên lửa phóng từ ống phóng lôi, hoặc 48 thủy lôi (hoặc kết hợp). Tàu có chiều dài 92,5 m (303 ft). Tất cả các tàu ngầm thuộc phiên bản này đã bị loại biên.

### Project 671RTSyomga(Victor II)
Tàu ngầm đề án 671RT Syomga — đi vào phục vụ từ năm 1972, với bảy chiếc được chế tạo trong những năm 1970. Ban đầu được NATO định danh là lớp Uniform. Chúng có vũ khí trang bị tương tự như lớp Victor I và là những tàu ngầm Liên Xô đầu tiên đưa vào sử dụng bè để làm giảm tiếng ồn. Việc sản xuất đã bị rút ngắn do quyết định phát triển lớp Victor III tiên tiến hơn. Tàu dài 101,8 m (334 ft). Tất cả đã bị loại biên.

### Project 671RTM/RTMKShchuka(Victor III)
Tàu ngầm đề án 671RTM/RTMK Shchuka—bắt đầu phục vụ trong Hải quân Nga từ năm 1979, đã có 25 chiếc được chế tạo tính đến năm 1991. Tàu ngầm Victor III có tiếng ồn thấp hơn các lớp tàu ngầm trước đó của Liên Xô. Tàu được trang bị bốn ống phóng tên lửa SS-N-21 hay SS-N-15 và ngư lôi Type 53, cộng thêm hai ống phóng khác để phóng tên lửa SS-N-16 hoặc ngư lôi Type 65. Tổng cộng tàu mang được 24 đơn vị ngư lôi/ tên lửa phóng qua ống phóng lôi hoặc mang theo 36 thủy lôi. Tàu ngầm lớp Victor III có thêm một bộ phận nhỏ trên đuôi đứng. NATO cho rằng nó là bộ phận chứa hệ thống đẩy yên lặng nào đó, có thể là một động cơ từ thủy động lực học. Một giả thuyết khác cho rằng đó là một hệ thống vũ khí. Sau này người ta mới biết được rằng nó là bộ phận chứa dàn sonar thụ động kéo theo. Hệ thống này sau đó cũng được trang bị trên lớp tàu ngầm Sierra và Akula. Vào tháng 10 năm 1983, mảng kéo sonar của K-324 bị mắc vào mảng kéo của tàu khu trục nhỏ USS  McCloy của Mỹ gần Bermuda. K-324 buộc phải nổi lên, cho phép NATO chụp được ảnh vỏ tàu ở trạng thái triển khai. Lớp Victor-III liên tục được cải tiến trong quá trình chế tạo và các chiếc được sản xuất sau có độ yên tĩnh thủy âm vượt trội. Tàu lớp Victor III dài 106 m (348 ft). 21 chiếc thuộc lớp này đã bị loại biên.

## Những tàu ngầm còn hoạt động
|       | Tên               | Đề án   | Đặt lườn  | Hạ thủy    | Đi vào trang bị | Hạm đội            | Tình trạng     | Notes                                                              |
| ----- | ----------------- | ------- | --------- | ---------- | --------------- | ------------------ | -------------- | ------------------------------------------------------------------ |
| B-138 | Obninsk           | 671RTMK | 7/12/1988 | 5/8/1989   | 30/12/1990      | Hạm đội phương Bắc | Đang hoạt động | Đại tu hoàn thành vào năm 2014 và 2016.                            |
| B-414 | Daniil Moskovskiy | 671RTMK | 1/12/1989 | 31/8/1990  | 30/12/1990      | Hạm đội phương Bắc | Đang hoạt động |                                                                    |
| B-448 | Tambov            | 671RTMK | 31/1/1991 | 17/10/1991 | 24/9/1992       | Hạm đội phương Bắc | Đang hoạt động | Đang được trang bị lại (2020) dự kiến trở lại hạm đội vào năm 2021 |

## Tai nạn
- Năm 1981, tàu USS Drum đã va chạm với một tàu ngầm lớp Victor III - chiếc K-324 khi đang cố gắng chụp lại bộ phận vỏ chứa sonar kéo theo gắn trên đuôi tàu ngầm. Sự việc này được giữ bí mật, dù vụ việc gần như có thể cướp đi sinh mạng của các thủy thủy trên tàu ngầm Mỹ.[14]
- Vào ngày 21 tháng 3 năm 1984, K-314 va chạm với tàu sân bay USS Kitty Hawk ở Biển Nhật Bản. Cả hai con tàu đều không bị hư hại đáng kể.
- Tàu chở hàng Liên Xô Bratstvo va chạm với tàu ngầm K-53 thuộc lớp Victor I tại vĩ độ 35 độ 55 phút Bắc và kinh độ 005 độ 00 phút Tây, tại lối ra từ eo biển Gibraltar ở Biển Alboran, vào ngày 18 hoặc 19 tháng 9 năm 1984.
- Vào ngày 6 tháng 9 năm 2006, tàu Daniil Moskovskiy lớp Victor III bị cháy thiết bị điện tử khi ở biển Barents, khiến hai thành viên thủy thủ đoàn thiệt mạng. Con tàu khi đó đã hoạt động 16 năm và đã quá hạn đại tu. Nó được lai dắt về Vidyayevo.[15][16]

## Trong phim ảnh
- Một tàu ngầm giống với tàu ngầm lớp Victor III (tàu ngầm của nhân vật phản diện tưởng tượng - Nikolai, cháu trai Valentin Zukovsky) đã xuất hiện trong bộ phim James Bond Thế giới không đủ.